# Marlborough Road (metrostation)
Marlborough Road is een voormalig station van de metro van Londen aan de Metropolitan Line.
Nadat op 10 januari 1863 de eerste metrolijn ter wereld, de Metropolitan Railway (MR) was geopend werd aan beide uiteinden gewerkt aan verlengingen. Daarnaast werd een zijlijn naar Hampstead gepland vanaf Baker Street, de Metropolitan and St. John's Wood Railway. Op 13 april 1868 opende het eerste deel, waaronder Marlborough Road, tussen Baker Street en Swiss Cottage. 
Het enkelsporige traject werd bij Baker Street via een wissel gekoppeld aan de MR die tot 1869 ook iedere 20 minuten een metro liet rijden. Het hele traject ligt in een tunnel die op een aantal plaatsen onderbroken is door een sleuf in de open lucht die zodoende de mogelijkheid biedt om stoom en rook kwijt te kunnen. In 1882 werd alsnog dubbelspoor gelegd toen de lijn werd geïntegreerd in de MR. 
Door de verlengingen en vertakkingen aan de westkant en de nieuwe woonwijken, metroland, in het noordwesten werd de overgang bij Finchley Road van de viersporige bovengrondse lijn op de dubbelsporige tunnel in toenemende mate een flessenhals. In 1933 werd het OV in Londen genationaliseerd in de London Passenger Transport Board die met het New Works Programme 1935 – 1940 kwam om knelpunten in het metronet op te lossen en nieuwe wijken op de metro aan te sluiten. 

De gesloten stations tussen Baker Street en Finchley Road.
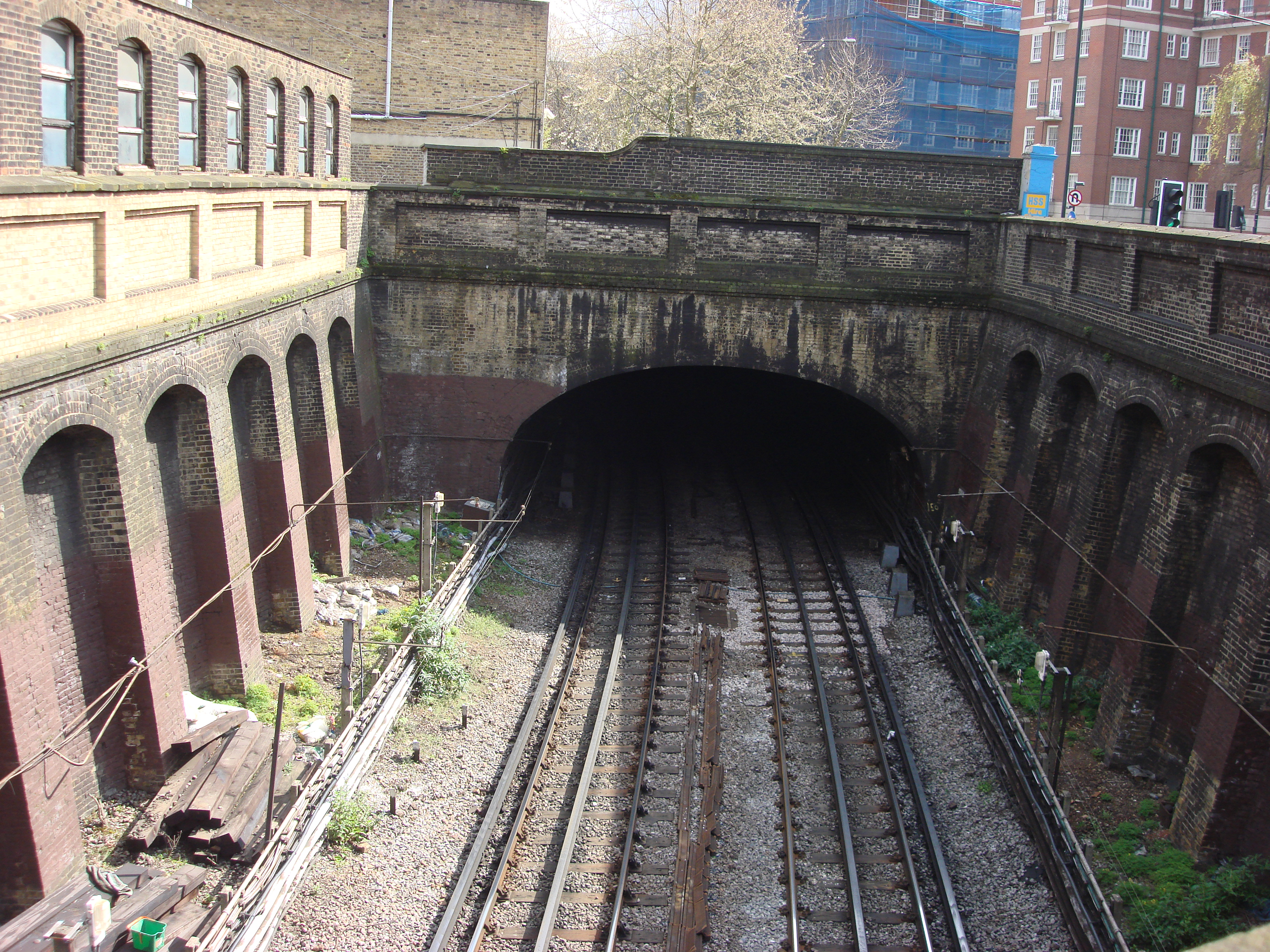
De plaats van de vroegere perrons bij Marlborough Road.
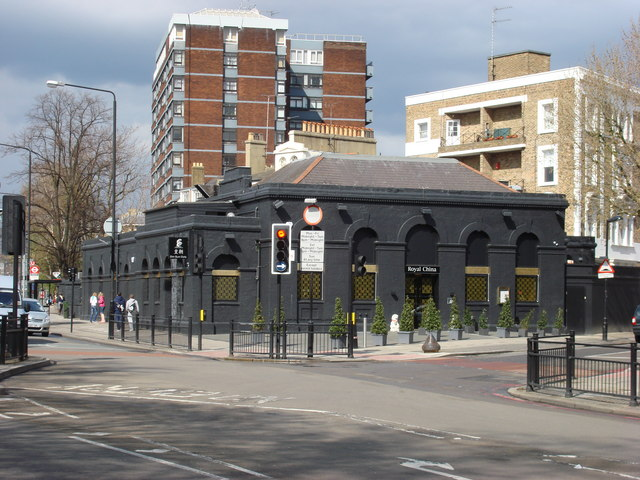
het station in het zwart in 2008

Een van de maatregelen was de bouw van geboorde tunnels tussen Finchley Road en Baker Street om extra capaciteit te creëren. Deze tunnels werden bij Baker Street aangesloten op de Bakerloo line en bij Finchley Road op de sporen die de Metropolitan Line voor de stopdiensten naar Stanmore gebruikte. Marlborough Road werd gesloten en op 20 november 1939 vervangen door St. John's Wood aan de nieuwe Stanmoretak van de Bakerloo line. Marlborough Road zelf werd in de jaren 1950 omgedoopt tot Marlborough Place.
Foto's van de overblijfselen van de perrons en een buitenopname van het stationsgebouw en de boekingshal - die op dat moment in gebruik was als steakrestaurant - werden opgenomen in Metro-Land, een documentaire uit 1973 gepresenteerd door John Betjeman. Het gebouw huisvestte tot 2009 een Chinees restaurant en bevat nu een onderstation dat is geïnstalleerd als onderdeel van de verbeterde stroomvoorziening ten behoeve van de instroom van het S materieel op de Metropolitan Line.